# Weerborstels
Weerborstels is het boekenweekgeschenk van 1992, geschreven door A.F.Th. van der Heijden. Het kwam uit in maart 1992, op de eerste dag van de Nederlandse Boekenweek, die in 1992 als motto hanteerde "'t Prachtig rijk van Insulinde - Nederlands Indië". De auteur laat het thema onaangeroerd.

## Samenvatting
Albert Egberts is 11 jaar als zijn oom Robert een televisieantenne komt plaatsen op zijn ouderlijk huis te Geldrop. Zijn zesjarige Eindhovense neefje Robby staat beneden zijn vader te bewonderen. Albert kan de verleiding niet weerstaan zijn neefje over de bol te aaien. Het kortgeknipte haar, zonwarm, voelt aan als zacht borstelig nylon. Het zonlicht doet nog iets extra's met de weerborstels. Er ontstaat een kleine draaikolk van licht, vergelijkbaar met de glinstering die soms over de spaken van een sneldraaiend fietswiel komt te liggen.
Oom Robert was op zijn zesde door zijn zus met een haaknaald in het oog gestoken. Sindsdien had hij vrijwel nog maar zicht uit één oog. Hij zocht het daarna in snelheid. Op zijn vijftiende was hij wees en ontdekte de snelheid van de fiets. Hij kreeg via de bezemwagen in het peloton kennis aan Karin, dochter van een Duitse vader. Na een val uit een boom heette ze onvruchtbaar te zijn, dus haar ouders stemden gaarne in met een huwelijk. Albert beleefde op zijn vierde jaar de afschuwelijke ervaring om bruidsjonker bij het huwelijk te moeten zijn.
Op het zaterdagse wielerparcours ziet Albert de snelheid van het fietsen, die onzichtbaar maakt. De resultaten van de wielrennerij van zijn oom laten steeds te wensen over, maar hij wordt wel vader van zoon Robby, terwijl beide ouders onvruchtbaar zouden zijn. Karin schenkt Robert vier kinderen, maar de vijfde is afkomstig van Hendige Henny. Oom Robert vertrekt naar een kosthuis in Eindhoven. Hij krijgt een baan als nachtwaker bij Philips en goede connecties met een Belgische apotheker, maar zijn wielerloopbaan gaat nog steeds bergafwaarts. Zijn zoon Robby stapt op de fiets en die carrière gaat van aanvang af als een pijl omhoog. Vader Robert keert terug in een schaftkeet voor de echtelijke woning, maar Karin liet hem vaak genoeg door de achterdeur binnen.
Als Albert op speurtocht is naar zijn gestolen jas, komt hij weer in contact met zijn neef Robby, die inderdaad achter de diefstal zit. Robby wil intussen overstappen naar de motorsport. De twee neven komen in een filosofische discussie over de massa-energierelatie. Robby zegt dat hij lichter wordt bij grotere snelheid, Albert weet dat hij iets zwaarder wordt. Maar echte effecten treden pas meetbaar op vlak bij de lichtsnelheid zelf. Maar Robby lijkt met lichter lichtgevend te bedoelen, en daarom zoekt hij steeds hogere snelheden op. En desgevraagd gewaarschuwd door zijn neef, is hij inderdaad niet bang om in een invalidenwagen te komen.
Vader Robert krijgt van agenten te horen dat zijn zoon Robby is verongelukt bij een motorongeluk. Hij is klinisch dood. Maar zonder voorgevoel gelooft zijn vader niet in zijn dood en Robby staat op uit zijn toestand en leeft verder met zilveren pinnen in zijn kniegewrichten. Vriend en vijand noemt hem nu Pinocchio. De twee neven praten hun doodsangst uit. Volgens Robby is het een kwestie van snelheid. Als je snel genoeg rijdt gaat het leven naadloos over in de dood.
Met gedoofde lichten rijdt Robby met zijn maat in een auto zich met topsnelheid te pletter tegen een boom. De Eindhovense politie komt vader Robert nu vertellen dat zijn zoon zijn laatste ongeluk heeft gehad. Maar vader Robert gelooft weer niet in zijn dood. De politie houdt echter de lijkkist uit piëteit dicht. Tijdens de begrafenisplechtigheid probeert Albert zijn tante in gedachten te troosten. Oom Robert moet tot het besef komen dat zijn zoon zijn vaders voorbeeld te goed heeft gevolgd. Maar oom Robert blijft het sterfgeval ontkennen. Hij krijgt een nieuwe vriendin. Maar Albert blijft achter met de naadloze dood van Robby. Hij vreest zelf nu heel moeizaam ooit aan zijn einde te komen.
Albert besluit nog eens de krantenfoto van het ongeluk te bestuderen. De auto is een compleet wrak maar Albert concentreert zich op de fel opgepoetste wieldop, als een traan van de omgekomen auto. De ochtenddauw en het oranje licht van de takelwagen geven de wieldop de glorie van het beeld van een weerborstel. Albert beseft dat Robby niet dood is.

## Naschrift auteur
"De novelle Weerborstels, ofschoon als 'Een intermezzo' aan 'De tandeloze tijd' toegevoegd, vormt een zelfstandig verhaal en laat zich geheel los van deze romancyclus lezen. Voor de lezers van deze cyclus valt Weerborstels te situeren tussen het tweede deel, 'De gevarendriehoek', en het nog te verschijnen derde."